# Naval Postgraduate School

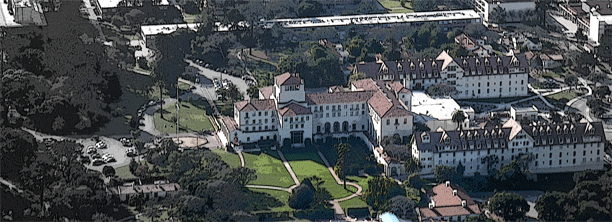
Hermann-Hall

Die Naval Postgraduate School (NPS) ist eine akkreditierte Universität in Trägerschaft der United States Navy in Monterey (Kalifornien). Sie dient der wissenschaftlichen Aus- und Weiterbildung der Offiziere aller Teilstreitkräfte der Vereinigten Staaten und zugleich als Forschungseinrichtung. Neben dem Naval War College ist sie die zweite Bildungseinrichtung der US-Marine, an der Offiziere den Grad eines Master of Science/Art erwerben können. In ihren Aufgaben ist sie mit dem Air Force Institute of Technology der US-Luftstreitkräfte vergleichbar.

## Geschichte
Die Naval Postgraduate School wurde 1909 als School of Marine Engineering durch den Marineminister an der U.S. Naval Academy in Annapolis, Maryland gegründet. 1919 wurde sie in Naval Postgraduate School umbenannt.
Im Jahr 1945 erhielt sie, durch Beschluss des Kongresses, das Recht akademische Grade zu verleihen. Im Rahmen der Umstrukturierung des Verteidigungsministeriums der Vereinigten Staaten im Jahre 1947 wurde die Naval Postgraduate School eine eigenständige Organisationseinheit und darauf folgend 1952 nach Monterey (Kalifornien) verlegt.

## Organisation
Wie in amerikanischen Universitäten üblich gliedert sich die Hochschule in Schulen und Departments:
- Graduate School of Defense Management
- Graduate School of Business and Public Policy
- Graduate School of Engineering and Applied Science
  - Applied Mathematics
  - Electrical and Computer Engineering
  - Physics
  - Systems Engineering
  - Space Systems
  - Mechanical and Aerospace Engineering
  - Meteorology
  - Oceanography
- Graduate School of Operational and Information Science
  - Computer Sciences Department
  - Defense Analysis Department
  - Information Sciences Department
  - Operations Research Department
  - Cyber Academic Group
  - Data Science and Analytics Group
- School of International Graduate Studies

Zudem gibt es folgende Forschungseinrichtungen:
- Cebrowski Institute for Information Innovation and Superiority
- MOVES-Institute (Modeling, Virtual Environments, and Simulation)
- Wayne E. Meyer Institute of Systems Engineering

## Studium
Die Studentenschaft besteht aus Offizieren aller Teilstreitkräfte der Vereinigten Staaten. Der Anteil der Studenten ausländischer Streitkräfte beträgt ca. 20 %. Zudem wird in geringerer Anzahl zivilen Studenten aus Bundes- und Staatsbehörden das Studium ermöglicht. Voraussetzung für die Zulassung zum Studium ist der Grad eines Bachelors, Befürwortung durch die entsendende Dienststelle und Auswahl durch die NPS. Die NPS bietet grundsätzlich nur Studiengänge für den Erwerb eines Master of Science/Art oder Doctor of Philosophy/Engineering an.
Studiert wird in Quartalen, so dass es möglich ist, in ein bis zwei Jahren einen Master zu erwerben.
Die Professoren sind großteils Zivilangestellte, welche einen Doktortitel in ihrem Fach besitzen, und nur zum geringen Teil Offiziere.

## Persönlichkeiten (Auswahl)

### Professoren/Dozenten
- Richard Hamming (1915–1998), Mathematiker, Mitbegründer der Codierungtheorie, Professor 1976–1997
- Gary Kildall (1942–1994), Computerpionier, Lehrbeauftragter für Informatik 1972
- Rudy Panholzer (* 1928), Chairman, Space Systems Academic Group
- Peter J. Denning (* 1942) und Dorothy E. Denning (* 1945), Informatiker

### Absolventen
- Keith B. Alexander (* 1951), Direktor der NSA (Physik)
- Scott Douglas Altman (* 1959), Astronaut (Luftfahrttechnik 1990)
- Arleigh A. Burke (1901–1996), Chief of Naval Operations 1955–1961 (Chemie 1930)
- Eugene Cernan (1934–2017), Astronaut, bis heute letzter Mensch auf dem Mond (Luftfahrttechnik)
- Michael W. Hagee (* 1944), 33. Commandant des U.S. Marine Corps (Elektrotechnik 1969)
- Hubert Haß (* 1949), deutscher Konteradmiral (Physik 1975–1978)
- Willi Krauß (1935–2013), deutscher Konteradmiral (Elektrotechnik 1967–1969)
- Heinrich Lange (* 1955), deutscher Vizeadmiral (Operations Research 1988)
- Michael G. Mullen (* 1946), Vorsitzender der Joint Chiefs of Staff (Operations Research 1985)
- Lisa Nowak (* 1963), Astronautin (Luft- und Raumfahrttechnik 1992)
- Alan Goodwin Poindexter (1961–2012), Astronaut (Luft- und Raumfahrttechnik 1995)
- Gert-René Polli (* 1960), Leiter des österreichischen Bundesamtes für Verfassungsschutz und Terrorismusbekämpfung (2002–2008)
- Hyman Rickover (1900–1986), verantwortlich für den Aufbau der Nuklearmarine (Elektrotechnik)
- Ansgar Rieks (* 1959), deutscher Generalleutnant (National Security Affairs 1995)
- Eljezer Schkedi (* 1957), Kommandeur der israelischen Luftstreitkräfte (System-Management)
- Jobst Schönfeld (* 1957), deutscher Brigadegeneral (US National Security Affairs, 1994)
- Lennart Souchon (* 1942), deutscher Kapitän zur See, Militärtheoretiker und Stratege (Elektrotechnik 1975)
- Håkan Syrén (* 1952), Oberbefehlshaber der schwedischen Streitkräfte
- James D. Watkins (1927–2012), Chief of Naval Operations 1982–1986 und US-Energieminister 1989–1993 (Maschinenbau 1959)
- Thomas E. White (1943–2024), Secretary of Army 2001–2003 (Operations Research 1974)